# Ziedende Bintjes
De  Ziedende Bientjes was een actiegroep in Nederland die zich om ethische, ecologische en economische redenen verzette tegen de toepassing van genetische manipulatie-technieken in de landbouw, met name bij aardappels.
De groep kwam in het nieuws toen ze in 1989 een proefveld met genetisch gemanipuleerde aardappels van een Wageningse onderzoeksinstituut vernielden. Verwante groep is de Razende rooiers. De groep Ziedende bintjes werd door de Nederlandse BVD nauwkeurig gevolgd, omdat gewelddadige acties werden gevreesd.